# Periplaneta
Periplaneta es un género de insectos blatodeos de la familia Blattidae (cucarachas); incluye especies domésticas muy comunes, como Periplaneta americana.

## Distribución
Es de distribución cosmopolita.

## Ejemplares del género

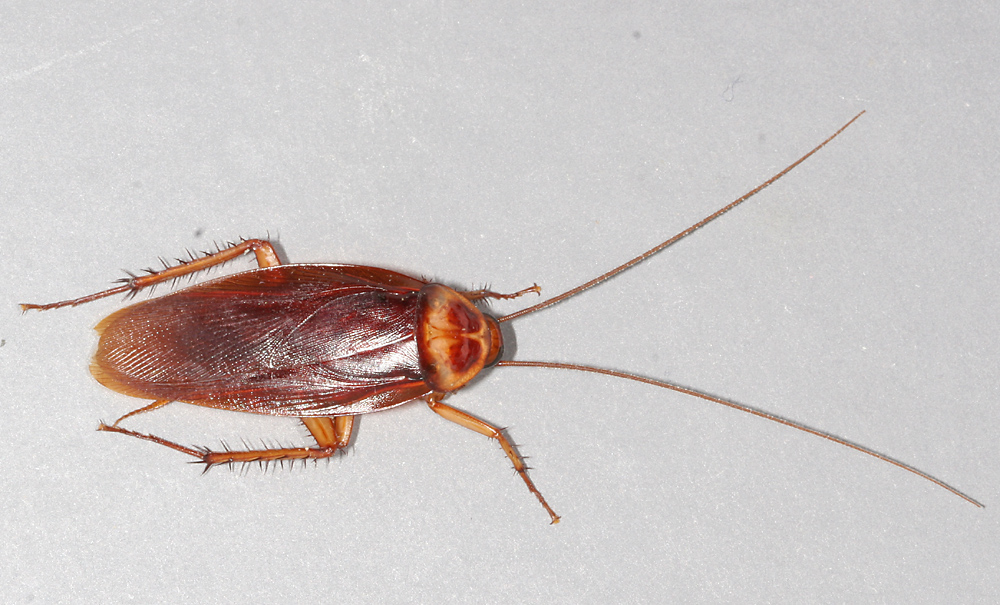
Periplaneta americana
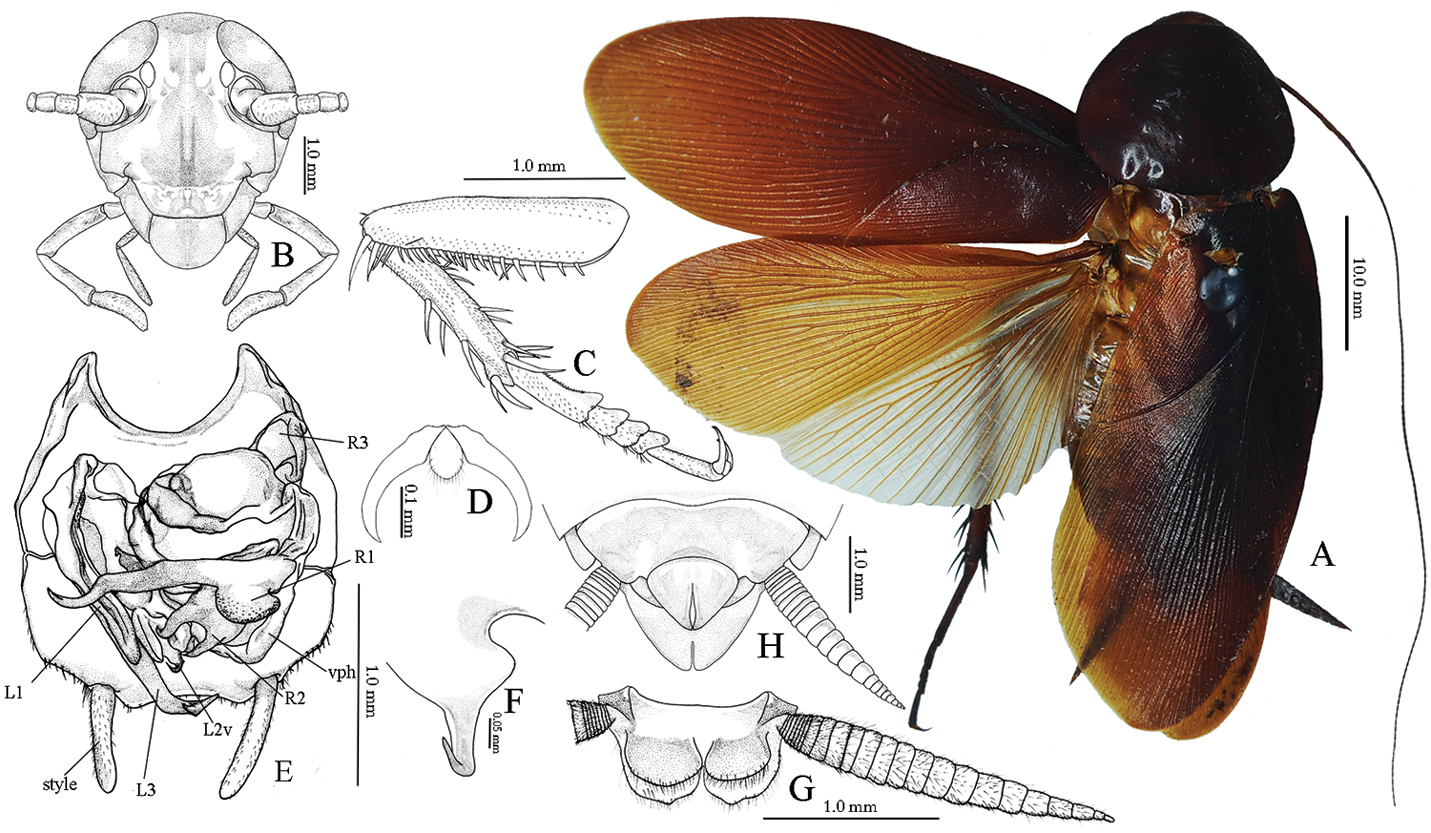
Periplaneta banksi
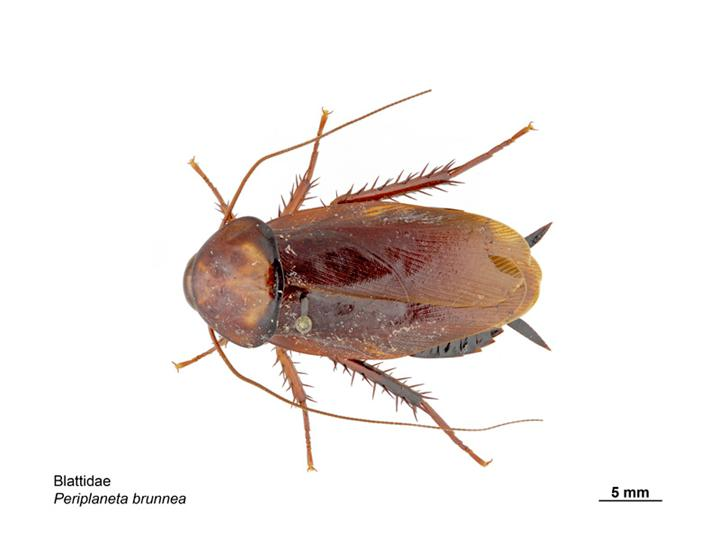
Periplaneta brunnea
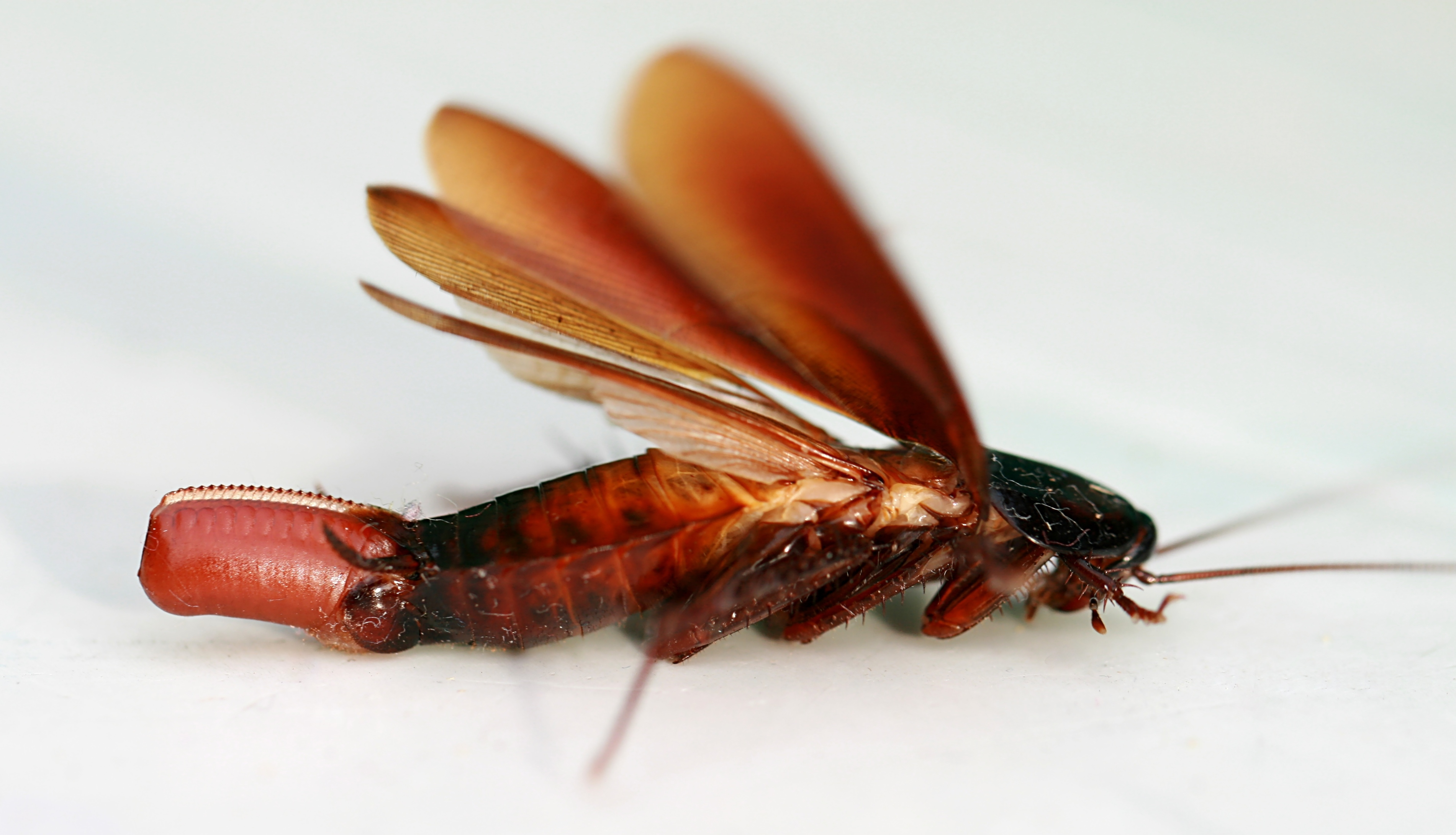
Periplaneta fuliginosa
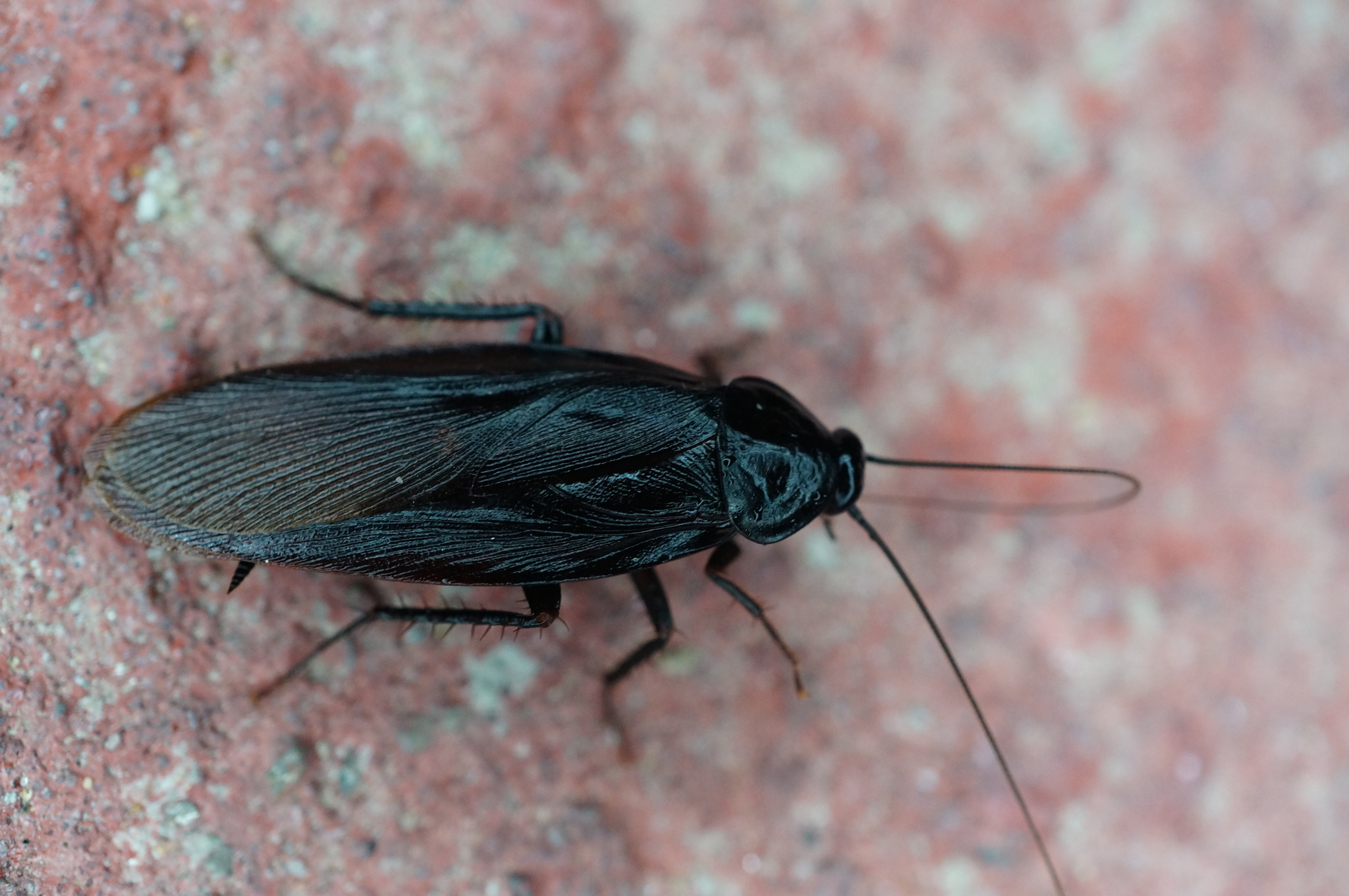
Periplaneta japonica

## Especies
- Periplaneta aboriginea Roth, 1994
- Periplaneta affinis
- Periplaneta americana (Linnaeus, 1758)
- Periplaneta atemeleta
- Periplaneta atrata
- Periplaneta atricollis
- Periplaneta australasiae Fabricius, 1775
- Periplaneta australis
- Periplaneta banksi
- Periplaneta basedowi
- Periplaneta benzoni
- Periplaneta bicolor
- Periplaneta blattoides
- Periplaneta brunnea Burmeister, 1838
- Periplaneta capeneri
- Periplaneta caudata
- Periplaneta ceylonica
- Periplaneta constricta
- Periplaneta cylindrica
- Periplaneta diamesa
- Periplaneta ebneri
- Periplaneta elegans
- Periplaneta ferreirae
- Periplaneta fictor
- Periplaneta floweri
- Periplaneta formosana
- Periplaneta fuliginosa (Serville, 1839)
- Periplaneta fulva
- Periplaneta indica
- Periplaneta japanna Asahina, 1969
- Periplaneta japonica Karny, 1908
- Periplaneta lata
- Periplaneta lebedinskii
- Periplaneta liui
- Periplaneta malaica
- Periplaneta media
- Periplaneta methanoides
- Periplaneta nigra
- Periplaneta nitida
- Periplaneta panfilovi
- Periplaneta quadrinotata
- Periplaneta regina
- Periplaneta robusta
- Periplaneta savignyi
- Periplaneta semenovi
- Periplaneta spinosostylata
- Periplaneta stygia
- Periplaneta sublobata
- Periplaneta suzukii
- Periplaneta svenhedini
- Periplaneta valida
- Periplaneta vosseleri